# Члени ВУЦВК 4-го складу
Всеукраїнський Центральний Виконавчий Комітет ВУЦВК
Затверджений 4 Всеукраїнським з'їздом Рад 20 травня 1920 р.
Щонайменше 21 член ВУЦВК не народився на території Сучасної України. Щонайменше 32 члени були розстріляні у період Сталінських репресій.
|    | П.І.Б                                             | Місце народження                                                    | Примітки                                                                                                |
| -- | ------------------------------------------------- | ------------------------------------------------------------------- | --- |
| 1  | Аверін Василь Кузьмич                             | село Лєтошники, тепер Жуковського району, Брянської області         | |
| 2  | Алєксєєв Микола Миколайович                       | місто Ржев, Тверська губернія                                       | розстріляний 9 грудня 1937 р.                                                                           |
| 3  | Антонов Володимир Павлович (Антонов-Саратовський) | місто Саратов                                                       | |
| 4  | Андрєєв Н.Г. (рос.)                               |                                                                     | |
| 5  | Сергєєв Федір Андрійович (Артем)                  | Глєбово, Курська губернія                                           | |
| 6  | Безверхий ?.?.                                    |                                                                     | Підпису стосовно згоди бути обраним немає                                                               |
| 7  | Блакитний Василь Михайлович                       | село Хмільниця, Чернігівський повіт, Чернігівська губернія          | |
| 8  | Буздалін Сергій Феоктистович                      | село Митрофаново, тепер Калузька область                            | розстріляний 5 грудня 1937                                                                              |
| 9  | Будьонний Семен Михайлович                        | станиця Платовська, Калмицька округа, Область війська Донського     | |
| 10 | Винниченко Володимир Кирилович                    | місто Єлисаветград, Херсонська губернія                             | |
| 11 | Владимиров Мирон Костянтинович(Шейнфінкель)       | місто Херсон, Херсонська губернія                                   | |
| 12 | Волін Борис Михайлович                            | містечко Глибоке, Дісненського повіту, Вітебської губернії          | |
| 13 | Ворошилов Климент Єфремович                       | село Вище, Бахмутський повіт, Катеринославська губернія             | |
| 14 | Гамарник Ян Борисович                             | місто Житомир, Волинська губернія                                   | |
| 15 | Ганзей С.В.                                       |                                                                     | |
| 16 | Гринько Григорій Федорович                        | село Штепівка, Харківська губернія                                  | |
| 17 | Доброхотов Микола Федорович                       | село Рождествено Ярославської губернії                              | розстріляний 6 жовтня 1938                                                                              |
| 18 | Дробніс Ян Наумович                               | місто Глухів, Чернігівська губернія                                 | розстріляний 1 лютого 1937, Москва                                                                      |
| 19 | Єрмощенко Веніамін Йосипович                      | село Городецкоє, Малоархангельського повіту, Орловської губернії    | розстріляний 26 вересня 1937, Москва                                                                    |
| 20 | Затонський Володимир Петрович                     | село Лисець, Ушицький повіт, Подільська губернія                    | розстріляний 29 липня 1938, Київ                                                                        |
| 21 | Залуцький Петро Антонович                         | село Круча, Могильовський повіт, Могилівська губернія               | розстріляний 10 січня 1937, Москва                                                                      |
| 22 | Іванов Андрій Васильович                          | село Кукшево, Костромська губернія, Російська імперія               | |
| 23 | Ігнат Самуїл Йосипович (Ейнгорн)                  | місто Одеса                                                         | розстріляний 26 листопада 1937, Москва                                                                  |
| 24 | Семко-Казачук Семен Михайлович                    |                                                                     | розстріляний 17 лютого 1938, Соловки                                                                    |
| 25 | Квірінг Емануіл Йонович                           | село Фрезенталь, Новоузенський повіт, Самарська губернія            | розстріляний 26 листопада 1937, Москва                                                                  |
| 26 | Казимирчук Петро Григорович                       | територія сучасної України                                          | репресований 1937                                                                                       |
| 27 | Кабаненко Микола Максимович                       | м. Харків                                                           | |
| 28 | Калюжний Наум Михайлович                          | село Устивиця, Великобагачанський район, Полтавська область         | помер у вʼязниці 17 листопада 1937, Харків                                                              |
| 29 | Косіор Станіслав Вікентійович                     | Венгрув, Седлецька губернія, Царство Польське                       | розстріляний 26 лютого 1939, Москва                                                                     |
| 30 | Кон Фелікс Якович                                 | Варшава, Царство Польське                                           | |
| 31 | Коробкін К.Н.                                     |                                                                     | |
| 32 | Кін Павло Андрійович                              | село Мізірічі Чернігівської губернії                                | |
| 33 | Кириченко Семен Трифонович                        | село Рашівка, тепер Полтавської області                             | |
| 34 | Кабанов Л.Д.                                      |                                                                     | |
| 35 | Козицький Микола Григорович                       | с. Сцібори, Подільська губернія                                     | |
| 36 | Карнюшин Г.А.                                     |                                                                     | |
| 37 | Качинський (Орєшин) Володимир Максимович          | місто Севастополь                                                   | розстріляний 15 жовтня 1937, Київ                                                                       |
| 38 | Котогора А.А.                                     |                                                                     | |
| 39 | Кручинський (Стромілов) Михайло Олександрович     |                                                                     | |
| 40 | Крилов І.П.                                       |                                                                     | |
| 41 | Козюра Ф.К.                                       |                                                                     | |
| 42 | Лазорський В.А.                                   |                                                                     | |
| 43 | Лісовик Олександр Григорович                      | село Горби, Глобинський район, Полтавська область                   | розстріляний 24 жовтня 1937, Київ                                                                       |
| 44 | Луговий Олександр Васильович                      | місто Рославль, Смоленської губернії                                | розстріляний 26 травня 1937, Москва                                                                     |
| 45 | Любченко Панас Петрович                           | місто Кагарлик, Київська губернія                                   | самогубство 30 серпня 1937, Київ                                                                        |
| 46 | Мануїльський Дмитро Захарович                     | село Святець, Волинська губернія                                    | дипломат                                                                                                |
| 47 | Марапулець Василь Семенович                       | Слов'янськ, Ізюмський повіт, Харківська губернія                    | розстріляний 1 листопада 1937 року                                                                      |
| 48 | Мінін Сергій Костянтинович                        | Дубовка, Волгоградська область                                      | |
| 49 | Муралов Микола Іванович                           | хутір Роти, Таганрозький округ (Область Війська Донського)          | розстріляний 1 лютого 1937                                                                              |
| 50 | Мусульбас Іван Андрійович                         | село Манівці Старокостянтинівського повіту Волинської губернії      | розстріляний 10 березня 1937, місто Харків                                                              |
| 51 | Ніколаєнко Іван Гнатович                          | місто Луганськ, тепер Луганської області                            | розстріляний 1937                                                                                       |
| 52 | Ніколаєвська ?.?.                                 |                                                                     | |
| 53 | Одинцов Олександр Васильович                      | селі Андріївці Кролевецького району на Сумщині                      | розстріляний                                                                                            |
| 54 | Петровський Григорій Іванович                     | селище Печеніги, Харківська губернія                                | |
| 55 | Петінський (Дудка) Іван Кузьмич                   | місто Твер, Тверська губернія                                       | дипломат                                                                                                |
| 56 | Потьомкін Володимир Петрович                      | місто Таганрог, тепер Ростовської області                           | розстріляний 19 серпня 1938                                                                             |
| 57 | Пахомов Микола Іванович                           |                                                                     | |
| 58 | Примаков Віталій Маркович                         | с. Семенівка, нині місто, Семенівський район, Чернігівська губернія | розстріляний 11 червня 1937, Москва                                                                     |
| 59 | Раковський Християн Георгійович                   | місто Котел, Східна Румелія, Османська імперія                      | |
| 60 | Радченко Григорій Павлович                        | село Дар-Надежда, Харківська губернія                               | 23 листопада 1940 року помер на Колимі                                                                  |
| 61 | Рева К.І.                                         |                                                                     | |
| 62 | Речицький Андрій (Пісоцький Анатолій Андрійович)  | Катеринославська губернія                                           | розстріляний 25 квітня 1934                                                                             |
| 63 | Рухимович Мойсей Львович                          | місто Кагальник                                                     | розстріляний 29 липня 1938, Москва                                                                      |
| 64 | Самойлова Конкордія Миколаївна                    | Іркутськ                                                            | |
| 65 | Самович (Сакович)?.?.                             |                                                                     | |
| 66 | Сербиченко Олександр Калістратович                | місто Люботин, Харківської губернії                                 | розстріляний 14 січня 1938                                                                              |
| 67 | Серафімович М.Н.                                  |                                                                     | |
| 68 | Скрипник Микола Олексійович                       | Ясинувата, Бахмутський повіт, Катеринославська губернія             | самогубство 7 липня 1933, Харків                                                                        |
| 69 | Терлецький Євген Петрович                         | Лозовий Яр, Пирятинський повіт, Полтавська губернія                 | розстріляний 22 жовтня 1938, Воронеж                                                                    |
| 70 | Тищенко Федір Антонович                           | місто Черкасси                                                      | |
| 71 | Цигикало Л.А.                                     |                                                                     | |
| 72 | Шварц Ісаак Ізраїлевич                            | місто Миколаїв, Херсонська губернія                                 | |
| 73 | Шумський Олександр Якович                         | с. Борова Рудня, Волинська губернія                                 | Заарештований 13 травня 1933. Спроба самогубства 1946. Вбитий за розпорядженням Сталіна 18 вересня 1946 |
| 74 | Шебалдін Володимир Іванович                       | місто Омськ                                                         | |
| 75 | Чубар Влас Якович                                 | с. Федорівка, Олександрівський повіт, Катеринославська губернія     | розстріляний 26 лютого 1939, Москва                                                                     |
| 76 | Ян ?.?.                                           |                                                                     | |
| 77 | Яковлев Яків Аркадійович                          | Гродно, Гродненська губернія                                        | розстріляний 29 липня 1938 року                                                                         |
| 78 | Яковлєв Н.                                        |                                                                     | |
| 79 | Ястржембський Володимир Антонович                 | місто Олександрія, Херсонська губернія                              | |